# Isoyama Kazushi
Kazushi Isoyama (sinh ngày 8 tháng 1 năm 1975) là một cầu thủ bóng đá người Nhật Bản.

## Sự nghiệp câu lạc bộ
Kazushi Isoyama đã từng chơi cho Brummell Sendai, Otsuka Pharmaceutical, Omiya Ardija, Consadole Sapporo, Mito HollyHock và Arte Takasaki.